# Endoscòpia

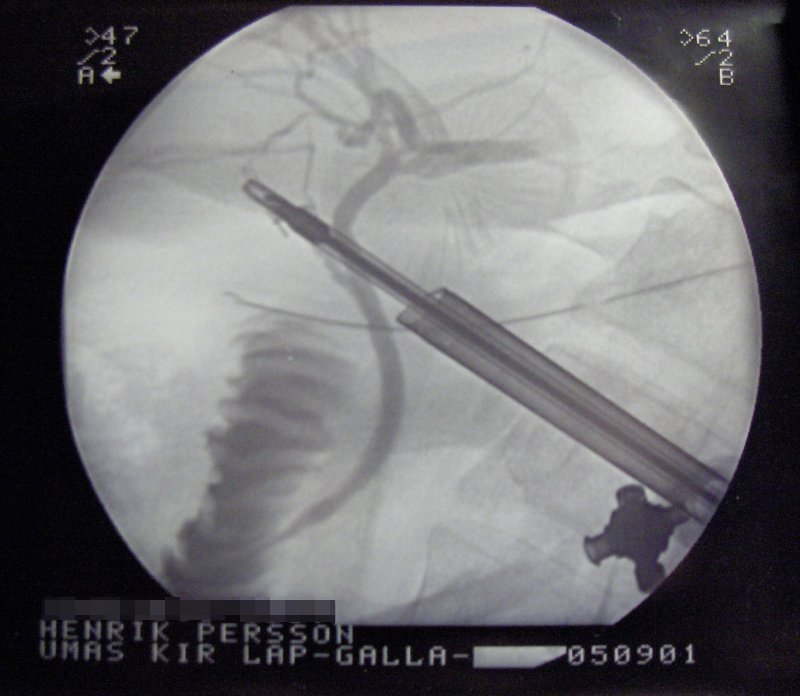
Radiografia d'una laparoscòpia

Una endoscòpia (que mira cap a dins) s'utilitza en medicina per mirar dins del cos. El procediment d'endoscòpia utilitza un endoscopi per examinar l'interior d'un òrgan buit o cavitat del cos. A diferència de moltes altres tècniques d'imatge mèdica, els endoscopis s'insereixen directament a l'òrgan. La càmera proporciona imatges en temps real, ajudant els metges a examinar els òrgans i detectar anomalies que d'una altra manera serien invisibles des de l'exterior. És una tècnica mínimament invasiva, sovint preferida davant de les intervencions quirúrgiques quan es tracta de diagnosticar o tractar afeccions en diverses parts del cos. L'endoscòpia s'usa per al diagnòstic, però també pot servir per a tractar algunes lesions.

## Tipus d'endoscòpia
Hi ha molts tipus d'endoscopis. Depenent del lloc del cos i del tipus de procediment, un metge o un cirurgià pot realitzar una endoscòpia. Un pacient pot estar completament conscient o anestesiat durant el procediment. Entre les endoscòpies més habituals estan l'examen de la part superior del tracte gastrointestinal, coneguda com a esofagogastroduodenoscòpia (abreviada com gastroscòpia) i la del còlon i recte (una colonoscòpia).
Un tipus comú és l’endoscòpia gastrointestinal, que inclou procediments com l'esofagogastroduodenoscòpia (EGD), la colonoscòpia i la sigmoidoscòpia. L’EGD s'utilitza per examinar l'esòfag, l'estómac i el duodè, sovint emprada per diagnosticar problemes com úlceres, pòlips o signes de càncer. Les colonoscòpies i sigmoidoscòpies se centren en l’intestí gros, oferint informació valuosa sobre afeccions com pòlips i malalties inflamatòries intestinals.
En el camp de l'endoscòpia genitourinària, la cistoscòpia és un procediment utilitzat freqüentment per inspeccionar la bufeta i la uretra. Aquest tipus d’endoscòpia ajuda a diagnosticar afeccions com infeccions del tracte urinari, pedres a la bufeta o càncer de bufeta. Una altra endoscòpia especialitzada és l'artroscòpia, que s'utilitza per visualitzar les articulacions, incloent el genoll, l’espatlla o el colze. L’artroscòpia no només s'utilitza per a diagnòstic, sinó que també pot ajudar a tractar afeccions articulars, com la reparació de lligaments trencats o cartílags danyats.
L’endoscòpia no només serveix per a fins diagnòstics. En alguns casos, pot ser utilitzada per a intervencions terapèutiques, com l’eliminació de pòlips, la cauterització d’úlceres sagnants o fins i tot el tractament de certs tipus de càncer. Aquestes capacitats han ampliat encara més el paper de l’endoscòpia en la medicina moderna.

## Preparació i Recuperació
La preparació per a una endoscòpia pot variar segons el tipus de procediment que es realitza i l'historial mèdic del pacient. Normalment, es recomana als pacients que estiguin en dejú durant diverses hores abans del procediment per assegurar-se que l'àrea a examinar estiga neta i per evitar complicacions. També es poden administrar medicaments abans del procediment per ajudar els pacients a relaxar-se i a controlar el malestar. La recuperació després d'una endoscòpia sol incloure un curt període d'observació, amb la majoria de pacients podent tornar a casa poc després i reprendre les activitats normals dins d'un dia.
L’endoscòpia ha transformat enormement la medicina moderna proporcionant un mètode menys invasiu per diagnosticar i tractar diverses afeccions mèdiques. A mesura que la tecnologia avança, s'espera que l’abast i la precisió dels procediments endoscòpics s'amplien encara més, oferint noves i innovadores maneres de cuidar els pacients.

## Història de l'Endoscòpia
Els orígens de l’endoscòpia es remunten a l'antic Egipte, on els primers metges utilitzaven eines bàsiques per explorar l’interior del cos. Tanmateix, no va ser fins al segle XIX que es van fer avenços significatius. L’any 1806, Philip Bozzini va desenvolupar el cistoscopi flexible, que va permetre la visualització de la bufeta i la uretra, representant un gran avenç en la imatge mèdica.
A mitjans del segle XX, el desenvolupament de les fibres òptiques per científics com John Tyndall i Edwin Land va portar millores significatives a l’endoscòpia. Els endoscopis de fibra òptica no només proporcionaven una millor qualitat d’imatge, sinó que també oferien més flexibilitat, permetent als metges arribar a parts del cos que abans eren inaccessibles.
A la dècada dels 70, Basil Hirschowitz i Lawrence Kurlander van introduir l’endoscòpia per vídeo, marcant un altre gran avenç. Aquesta innovació va permetre la visualització i gravació en temps real, millorant la precisió diagnòstica i ajudant en els procediments quirúrgics. Ja al segle XXI, els endoscopis d’alta definició, introduïts als anys 2000, van proporcionar imatges encara més nítides i detallades. A la dècada del 2010, la tecnologia Narrow-band Imaging (NBI) va perfeccionar encara més el diagnòstic gastrointestinal destacant anomalies de la mucosa. L'ecografia endoscòpica (EUS) també va guanyar protagonisme, permetent als metges obtenir imatges detallades de les capes de la paret gastrointestinal i dels òrgans propers, convertint-se en una eina crucial en el diagnòstic i l'estudi dels estats del càncer.
Aquests avenços han revolucionat l’endoscòpia, convertint-la en una de les eines de diagnòstic més poderoses de la medicina moderna. La seva contínua evolució promet intervencions mèdiques encara més precises i menys invasives en el futur. A dia d'avui, la Intel·ligència Artificial (IA) està revolucionant el camp de l’endoscòpia. Els algoritmes impulsats per IA poden analitzar imatges i vídeos endoscòpics, assistint en la detecció d'anomalies com pòlips, úlceres i càncer. Aquests algoritmes poden millorar la precisió diagnòstica, reduir el risc d'errors humans i, potencialment, conduir a una detecció i tractament més precoç de les malalties. A més, la IA es pot utilitzar per optimitzar els procediments d’endoscòpia, com l’automatització de l'adquisició i l'anàlisi d’imatges, i proporcionar guies en temps real als endoscopistes. Això pot millorar l'eficiència, reduir el temps dels procediments i millorar els resultats per als pacients.